# Konstantín Rodzaievski
Konstantín Vladímirovitx Rodzaievski - Константи́н Влади́мирович Родзае́вский (rus) (11 d'agost de 1907, Blagovésxensk, Imperi Rus, actualment Óblast de l'Amur - 30 d'agost de 1946, Moscou, URSS) fou el líder del Partit Feixista Rus, que dirigí des de l'exili a Manxúria. A més a més, va ser l'editor cap del Naix Put, el diari oficial del partit.

## Feixisme a l'Extrem Orient
Va néixer a Blagovésxensk al si d'una família de classe mitjana siberiana, fugí de la Unió Soviètica a Manxúria el 1925. A Harbin, Rodzaievski entrà a l'Acadèmia de Lleis i s'uní a l'Organització Feixista de Totes les Rússies (OFTR). El 26 de maig de 1931 esdevingué Secretari General del Partit Feixista Rus. El 1934 el partit es fusionà amb l'OFTR d'Anastassi Vonsiatski i Rodzaievski esdevingué el líder de la institució. Va prendre com a model personal el dictador Benito Mussolini i feu servir l'esvàstica com un dels símbols del moviment.
Rodzaievski reuní al voltant seu escortes personalment seleccionats, fent servir la simbologia de l'extint Imperi Rus juntament amb símbols del nacionalisme rus. De la mateixa manera que els Camises negres italians, els feixistes russos vestien amb uniformes negres amb corretges negres creuades, armats per l'Exèrcit imperial japonès. Crearen una organització internacional d'emigrats blancs semblant al Moviment Blanc dels tsaristes, amb una oficina central a Harbin, el "Moscou de l'Extrem Orient", i enllaços amb vint-i-sis nacions arreu del món.

## Segona Guerra Mundial i execució
Durant la Segona Guerra Mundial, Rodzaievski tractà de fer una lluita oberta contra el bolxevisme, però les autoritats japoneses limitaren les activitats del Partit Feixista Rus a actes de sabotatge a la Unió Soviètica. Essent un notable antisemita, Rodzaievski publicà nombrosos articles al diari del partit, Naix Put, i fou també l'autor del pamflet El final de Judes i del llibre Contemporany Judaisation of the World or the Jewish Question in XX Century.
Amb el final de la guerra, Rodzaievski començà a creure que el règim soviètic sota Stalin s'estava convertint en un règim nacionalista. Va lliurar-se ell mateix a les autoritats soviètiques a Harbin el 1945 amb una carta que mostra sorprenents semblances amb les doctrines del nacional-bolxevisme:
"Vaig fer una crida a un líder desconegut, […] capaç de revocar el govern jueu i crear una nova Rússia. He fallat en vuere que, per voluntat del destí, del seu propi geni, i del de milions de treballadors, el camarada Ióssif Stalin, el líder dels pobles, s'havia convertit en el líder desconegut."
Tornà a Rússia, on li varen prometre la llibertat i un treball en un diari soviètic. Tanmateix, fou detingut (juntament amb el seu company de partit Lev Okhotin), jutjat i condemnat a morir fusellat. Finalment, fou sentenciat al soterrani de la presó de Lubianka.